# Kenji Yokoi
Kenji Yokoi (横井 健司 Yokoi Kenji?,  Prefectura de Gifu, Japón, 1967) es un director de cine japonés. Yokoi comenzó siendo asistente de numerosos directores, incluyendo del célebre Takashi Miike. Debutó en 1998 con el video original Double Cast, el cual fue protagonizado por Kumiko Takeda y Claude Maki. En 2003, debutó como director de cine con el fime Semi: Nakanai Semi, protagonizada por Kenichi Endō y Munehiro. También es conocido bajo el nombre de Takeshi Yokoi (横井 武生 Yokoi Takeshi?).

## Filmografía

### Películas
- Semi: Nakanai Semi (2003)
- Kōdō Taichō-den Ketsumei (2003)
- Shiiku no Heya: Tsui no Sumika (2003)
- Shiiku no Heya: Rensa Suru Tane (2004)
- Heat: Shakunetsu (2004)
- Hitchhike Oboreru Hakobune (2004)
- Dog Fighter Gorotsuki Keiji (2004)
- Inugoe (2006)
- Inugoe: Shiawase no Nikukyū (2006)
- Taiyō ga Hajikeru Hi (2007)
- Kansatsu Eien ni Kimi o Mitsumete (2007)
- Jinsei o Umaku Tobenai Hito (2009)
- Kyō Kara Hitman (2009)
- Takumi-kun Series 2: Niji Irō no Garasu (2009)
- Kimi e no Melody (2010)
- Goku Tsuma Keiji (2010)
- Takumi-kun Series 3: Bibō no Detail (2010)
- Takumi-kun Series 4: Pure (2010)
- Takumi-kun Series 5: Ano, Hareta Aozora (2011)
- Jinsei o Umaku Tobenai Hito 2 (2012)
- Bokutachi no Kōgen Hotel (2013)
- Happy Negative Marriage (2014)
- Seven Days: Monday → Thursday (2015)
- Seven Days: Friday → Sunday (2015)
- Yo-Kai Watch